# Dagmar Bruß
Dagmar Bruß (* 1963 in Bad Pyrmont) ist eine deutsche Physikerin und Professorin. Sie forscht im Bereich der Quanteninformationstheorie mit einem Schwerpunkt Quantenkryptographie.

## Leben und Werk
Bruß studierte Physik an der RWTH Aachen und legte 1989 ihr Diplom ab. 1990 erwarb sie an der Universität Edinburgh den Master of Science in Astronomical Technology. 1994 promovierte sie bei Otto Nachtmann an der Universität Heidelberg zu einem Thema aus der Elementarteilchenphysik. 1996 und 1997 arbeitete sie an der Universität Oxford als European Research Fellow am Clarendon Laboratory bei Professor Patrick Sandars und Professor Artur Ekert. Sie wechselte 1997 ihren Arbeitsschwerpunkt zur Quanteninformationstheorie. 1998 verbrachte sie ein weiteres Jahr als European Research Fellow in Italien am Institute for Scientific Interchange in Turin, das durch die ersten bedeutenden Konferenzen über Quanteninformation bekannt ist. 1999 war sie wissenschaftliche Assistentin am Institut für Theoretische Physik der Universität Hannover, wo sie 2002 habilitierte. Seit 2004 hat sie eine Professur für theoretische Physik an der Heinrich-Heine-Universität Düsseldorf. Neben zahlreichen wissenschaftlichen Veröffentlichungen in internationalen Fachzeitschriften hat sie ein populärwissenschaftliches Buch mit dem Titel „Quanteninformation“ veröffentlicht. Sie ist Mitherausgeberin der Fachzeitschrift International Journal of Quantum Information.

## Veröffentlichungen (Auswahl)
- 2003: Quanteninformation. Fischer-Taschenbuch-Verlag, Frankfurt am Main, ISBN 978-3-596-15563-7.
- 1998: Optimal eavesdropping in quantum cryptography with six states. DB, Physical Review Letters (PRL) 81, 3018–3021.
- 2009: Multipartite entanglement detection via structure factors. P. Krammer et al., Phys. Rev. Lett. 103, 100502
- 2011: Linking Quantum Discord to Entanglement in a Measurement. A. Streltsov, H. Kampermann, and DB, Phys. Rev. Lett. 106, 160401
- 2015: Complementarity and Correlations. L. Maccone, DB, and C. Macchiavello, Phys. Rev. Lett. 114, 130401
- 2017: Device-Independent Bounds on Detection Efficiency. J. Szangolies, H. Kampermann, and DB, Phys. Rev. Lett. 118, 260401

## Auszeichnungen
- 1986–90: Studienstiftung des deutschen Volkes
- 1996–97: European Research Fellowship, Oxford
- 1998: European Research Fellowship, Turin
- 2005–09: Selection Committee for the Gustav-Hertz-Prize of the DPG
- 2013–17: PhD Selection Committee for the German National Academic Foundation
- 2014–18: Scientific Advisory Board of “Welt der Physik”
- 2016: Scientific Advisory Board of “Doctoral Programme ALM”, Innsbruck
- 2016–18: Chair of DPG Division Q (Quantum Optics and Photonics)
- 2017: Advisory Board for “Pauli Center for Theoretical Studies”, ETH Zürich